# Ray Parlour
Raymond „Ray” Parlour (ur. 7 marca 1973 w Romford) – angielski piłkarz grający na pozycji obrońcy lub pomocnika.

## Kariera klubowa
W 1989 przybył do szkółki piłkarskiej Arsenalu F.C. Trzy lata później – 29 stycznia 1992 roku zadebiutował w Premiership meczem z Liverpoolem, a w wyjściowej jedenastce londyńczyków zadomowił się na dobre w 1994 roku. W drużynie Kanonierów spędził aż 14 lat zdobywając wiele trofeów; m.in. Puchar Zdobywców Pucharów, Puchar Anglii, Tarczę Dobroczynności, Puchar Ligi. Trzykrotnie był Mistrzem Anglii. W barwach Arsenalu rozegrał aż 467 spotkań i strzelił 32 bramki. W 2004 roku za 3 miliony £ przeszedł do Middlesbrough F.C., gdzie grał do stycznia 2007 roku. Wtedy to podpisał kontrakt z Hull FC, któremu miał pomóc utrzymać się w Championship. Sztuka ta się jednak nie udała i Parlour nie przedłużył kontraktu z Tygrysami. Na boisku nazywany jest: The Romford Pele albo Pizza.

## Reprezentacja
W reprezentacji Anglii Parlour rozegrał zaledwie 10 spotkań i nie zagrał na żadnej wielkiej imprezie; na Mistrzostwa Świata we Francji w 1998 nie zabrał go trener, zaś w występie na Euro 2000 przeszkodziła mu kontuzja. Odniósł za to jeden sukces w piłce młodzieżowej; razem z reprezentacją Anglii do lat 21 wywalczył Mistrzostwo Europy. Ostatni raz w dorosłej kadrze zagrał 15 listopada 2000 roku z Włochami.

## Życie prywatne
Parlour był żonaty z Karen, z którą ma trójkę dzieci. W 2004 roku rozwiedli się.